# 埃米尔·萨克雷
埃米尔·萨克雷（法語：Émile Sacré，？—？），法国男子帆船运动员。他曾代表法国参加1900年夏季奥林匹克运动会帆船比赛，获得一枚金牌。